# Pugyuru
Pugyuru (ぷぎゅる?) è una serie manga yonkoma di Tohiro Konno. Pubblicata in patria da Kōdansha, nel 2004 il titolo è stato adattato in un anime TV di tredici episodi. La serie, una commedia, si focalizza sulle avventure di un'inumana cameriera personale e la liceale affidatale., arrivando ad assumere toni demenziali e surreali.

## Trama
Quando i genitori di Ma... partono per un viaggio romantico di coppia, la loro figlia viene affidata alle cure della maid chibi Cheko. La misteriosa cameriera non è tuttavia umana ed attorno a Ma... iniziano a succedere gli avvenimenti più improbabili fra incontri con creature soprannaturali e yakuza poco raccomandabili con un debole per le maid.

## Personaggi

- Ma○○○ (ま○○○?)

Doppiata da Sakura Nogawa
Liceale “abbandonata” dai genitori per godersi un lungo e romantico viaggio all'estero. Il suo aspetto peculiare comprende una pettinatura bicolore: con la frangetta bionda e il resto della testa moro. Una sorta di maledizione vuole che nessuno riesca ad ascoltare il suo nome e coloro ai quali riesce a presentarsi vengono travolti da infausti eventi.
- Cheko (チェコ?)

Doppiata da Ai Tokunaga
Apparentemente una cameriera di taglia super deformed, Cheko afferma in realtà di essere qualcosa di diverso da un semplice essere umano: è una maid del Paese delle Cameriere e più volte dimostra la sua “altra” natura attraverso fenomeni non spiegabili umanamente. Di poche parole, la sua reale personalità rimane alquanto criptica.
- Nachiko (ナチ子?)

Doppiata da Miki Narahashi
Un calamaro con un volto umano. Amica e rivale di Cheko, Nachiko ha spesso la sfortuna di attirare a sé grandi quantità di uomini e animali affamati, richiamati dall'odore di mollusco affumicato emanato dalla ragazza quando si irrita, dando in escandescenze.
- Mizore (ミゾレ?)

Doppiata da Kumi Sakuma
Una yuki-onna dalle formi procaci e, per questo, molto popolare tra gli uomini nonostante la sua natura mostruosa da yokai. Spesso ingenua e, a dispetto della specie di appartenenza, incredibilmente solare e positiva, Mizore finisce spesso per unirsi al duo composto da Cheko e Nachiko.
- Kanato (カナト?)

Doppiata da Yuu Asakawa
Compagna di classe di Ma... e teppista temuta e riverita fra le pareti dell'istituto. Particolarmente dotata nelle materie pratiche e nel combattimento corpo a corpo, Kanato ama segretamente il kawaii, motivo per cui finisce per sviluppare un debole per Cheko.
- Infermiera (保健医?, Hoken'i)

Doppiata da Miho Yamada
L'infermiera della scuola di Ma... . Donna perversa e lasciva, è solita molestare sessualmente gli studenti che le si rivolgono.
- Aniki (アニキ?)

Doppiato da Toshihide Tsuchiya
Un locale boss della yakuza. Adorando in particolare le maid non può fare a meno che divenire fan di Cheko.
- Sabu (サブ?)

Doppiato da Toshimichi Seki
Sottoposto di Aniki e suo imitatore anche nelle passioni per le rappresentanti del genere femminile.

## Anime

### Sigla
- Sigla di chiusura: Rolling Maid-san da di Sakura Nogawa e Ai Tokunaga.

### Episodi
| Nº | Titolo italiano (tradotto) Giapponese 「Kanji」 - Rōmaji                                                | In onda        | In onda |
| Nº | Titolo italiano (tradotto) Giapponese 「Kanji」 - Rōmaji                                                | Giapponese     |         |
| 1  | La mia nuova vita con Cheko-chan 「チェコちゃんと新生活」 - Cheko-chan to shin seikatsu                 | 12 aprile 2004 |         |
| 2  | Cheko-chan e le persone spaventose 「チェコちゃんと怖い人たち」 - Cheko chan to kowai hito-tachi        | 19 aprile 2004 |         |
| 3  | Cheko-chan e Mizore 「チェコちゃんとミゾレ」 - Cheko chan to mizore                                     | 26 aprile 2004 |         |
| 4  | Cheko-chan e Nachiko 「チェコちゃんとナチ子」 - Cheko chan to Nachi ko                                  | 3 maggio 2004  |         |
| 5  | Ma... e gli studenti in scambio 「ま○○○と転校生たち」 - Ma ￮￮￮ to tenkōsei-tachi                        | 10 maggio 2004 |         |
| 6  | Cheko-chan e Kanato 「チェコちゃんとカナト」 - Cheko chan to Kanato                                     | 17 maggio 2004 |         |
| 7  | L'infermiera e tutti gli altri 「保健のせんせいとみんな」 - Hoken no sensei to min'na                   | 24 maggio 2004 |         |
| 8  | Mizore e il lavoro part-time 「ミゾレとバイト」 - Mizore to baito                                       | 31 maggio 2004 |         |
| 9  | Calamaro? No, il nome è Nachiko 「イカ･･いや、ナチ子という名です。」 - Ika‥ iya, Nachi-ko to iu nadesu. | 7 giugno 2004  |         |
| 10 | Cheko-chan e il bottone misterioso 「チェコちゃんと謎のボタン」 - Cheko chan to nazo no botan           | 14 giugno 2004 |         |
| 11 | Kanato e la vita scolastica 「カナトと学校生活」 - Kanato to gakusei seikatsu                           | 21 giugno 2004 |         |
| 12 | La cameriera e Cheko-chan 「メイドとチェコちゃん」 - Meido to Cheko-chan                                | 28 giugno 2004 |         |
| 13 | Cheko-chan e l'esperimento 「チェコちゃんと実験」 - Cheko chan to jikken                                | 5 luglio 2004  |         |